# 포커스타스
포커스타스(PokerStars)는 온라인 포커 웹사이트이다. 2017년 현재 세계 최대의 온라인 도박 사이트이다.

## 역사
2001년 9월 11일 포커스타스는 게임머니만을 사용하는 온라인 도박 사이트의 베타 서비스를 시작했다. 2001년 12월 12일 실제 돈을 사용하는 온라인 도박 서비스를 시작했다. 포커스타스는 코스타 리카 국적의 회사인 Rational Enterprises가 소유하고 있다. Rational Enterprises는 이사이 쉐인버그와 아들인 마크 쉐인버그가 대주주이다.
2012년 1월, 포커스타스는 아이폰용 앱을 출시했다. 2012년 2월, 안드로이드 앱을 출시했다.